# Skärholmen (metrostation)
Skärholmen is een metrostation aan de rode route van de metro van Stockholm en wordt bediend door lijn T13. Het station ligt in het complex Skärholmsterassen op 31,3 meter boven zeeniveau rond de vijf meter onder de Skärholmsgången/Skärholmstorget op 11,7 kilometer ten zuidwesten van Slussen. Het station werd geopend op 1 maart 1967 en kent twee verdeelhallen. De westelijke ligt in de winkelstraat Skärholmsgången ter hoogte van de kerk en het marktplein. De oostelijke ligt direct naast het regionale busstation.
Kunstenaar Ulf Wahlberg bracht in 1990 op een van de tunnelwanden het kunstwerk Een plaats in New Mexico aan bestaande uit 23 afbeeldingen van zonsopkomst tot zonsondergang. De originelen werden in 2005 vervangen door reproducties.
Aan de noordkant van het station is in 2001 een kabelspoorweg geopend. Over dit 63 meter lange traject kunnen de reizigers van en naar de hoger gelegen Ekholmsgatan komen.

## Fotogalerij

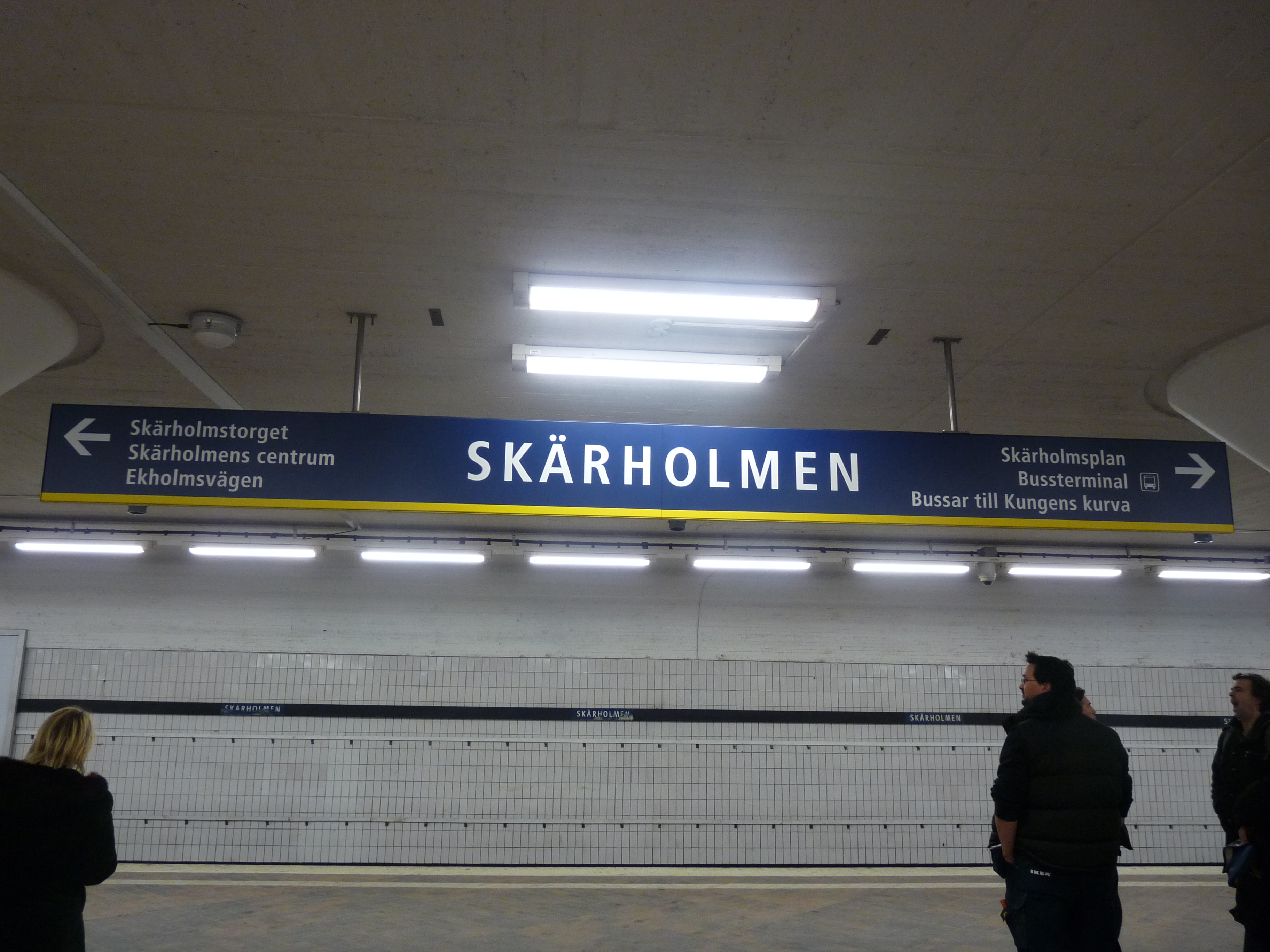
Wegwijzer in het station.
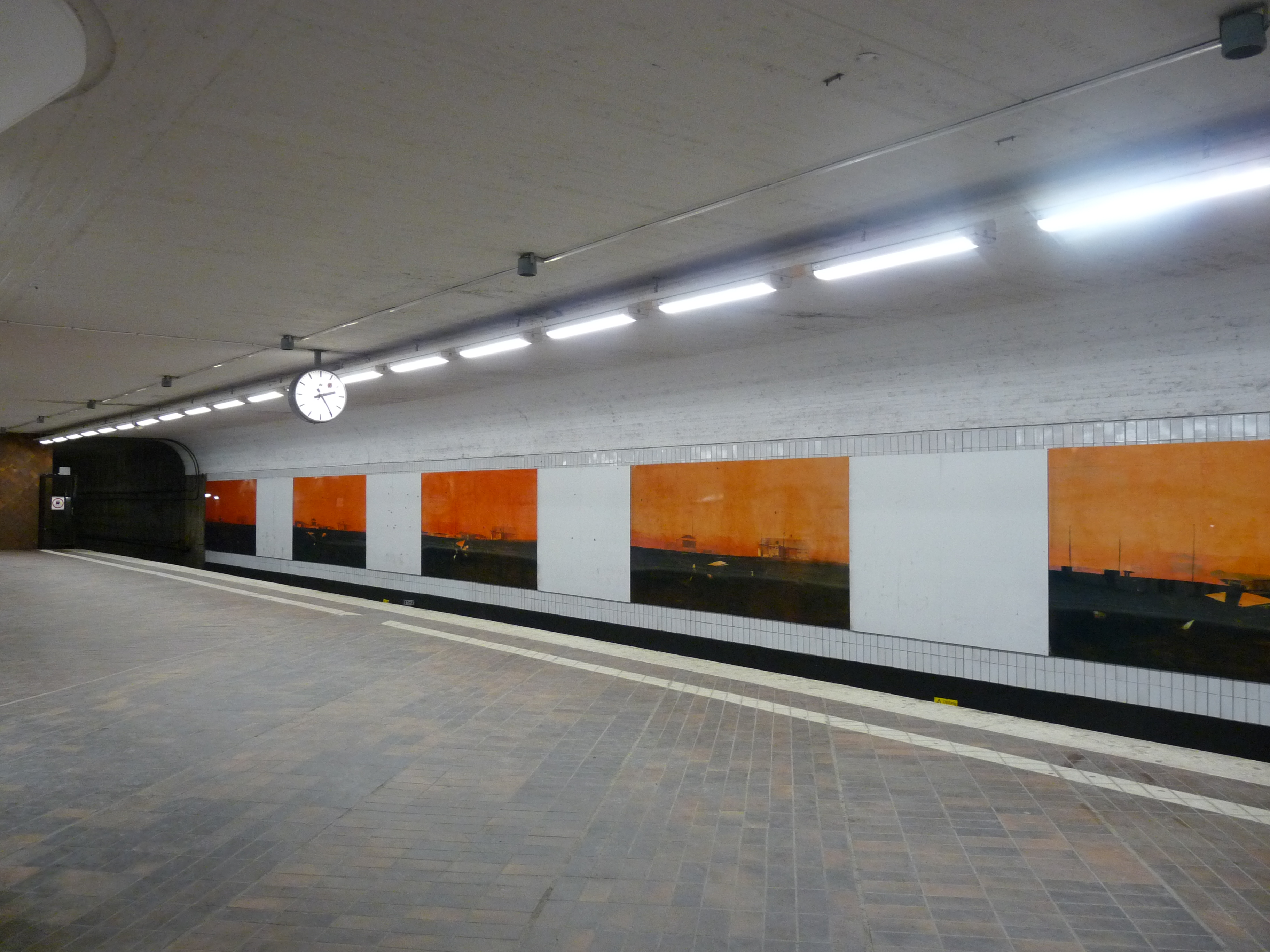
Van zonsopkomst tot zonsondergang langs het spoor.
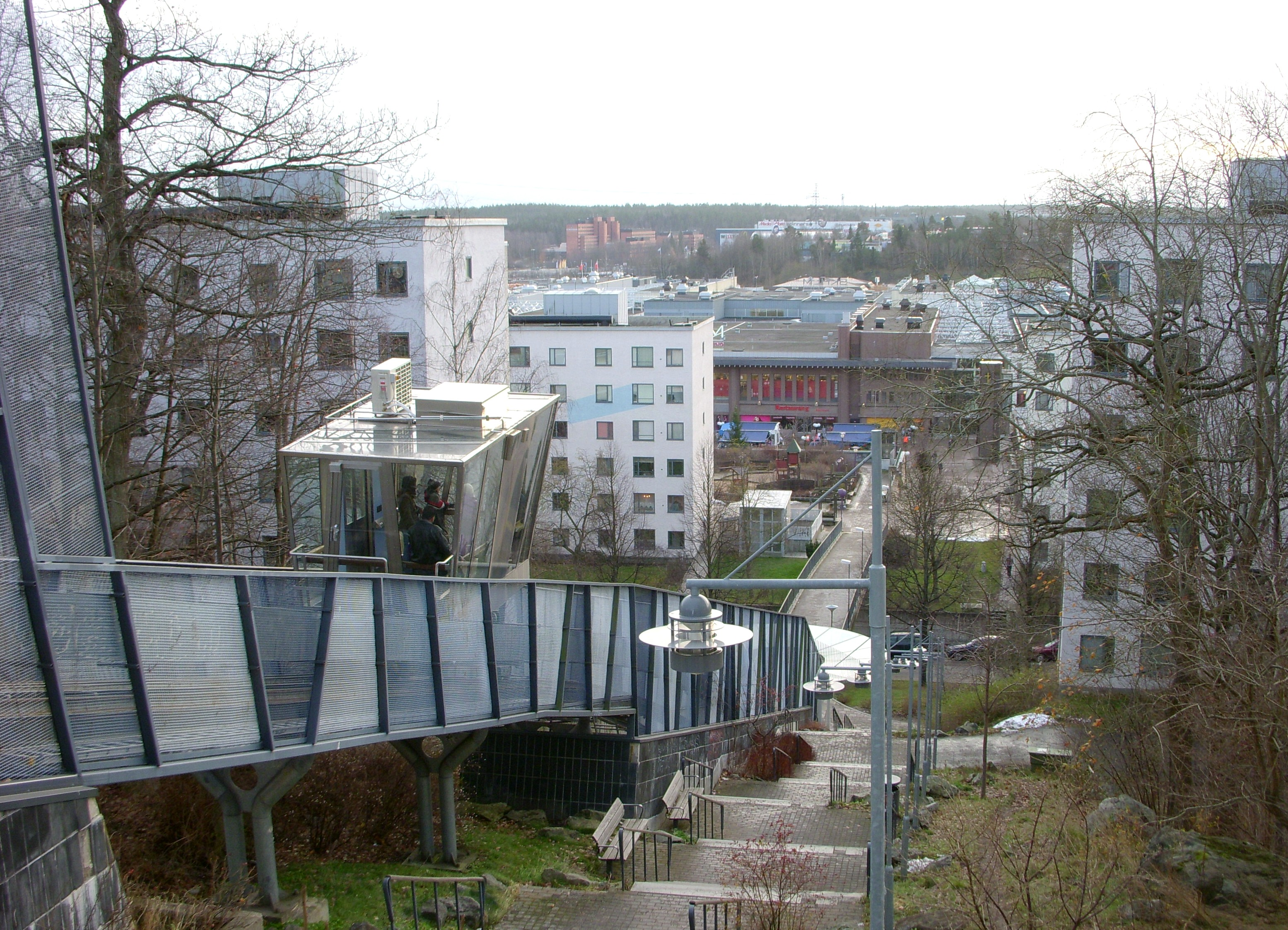
De kabelspoorweg.

Norsborg ·
Hallunda ·
Alby ·
Fittja ·
Masmo ·
Vårby gård ·
Vårberg ·
Skärholmen ·
Sätra ·
Bredäng ·
Mälarhöjden ·
Axelsberg ·
Örnsberg ·
Aspudden ·
Liljeholmen ·
Hornstull ·
Zinkensdamm ·
Mariatorget ·
Slussen ·
Gamla Stan ·
T-Centralen ·
Östermalmstorg ·
Karlaplan ·
Gärdet ·
Ropsten